# فرانکی اندرو
فرانکی اندرو (انگلیسی: Frankie Andreu؛ زادهٔ ۲۶ سپتامبر ۱۹۶۶) دوچرخه‌سوار اهل ایالات متحده آمریکا است. وی در بازی‌های المپیک تابستانی ۱۹۸۸ و ۱۹۹۶ شرکت کرده است.